# Dominik Hradecký
Dominik Hradecký (* 17. února 1994, Plzeň) je český fotbalový záložník, od února 2016 působící v klubu FK Tachov, kde je na hostování z FC Viktoria Plzeň.

## Klubová kariéra
Je odchovancem Viktorie Plzeň, kde se v dubnu 2015 propracoval do prvního mužstva. V A-týmu debutoval v utkání Českého poháru 8. dubna 2015 proti FK Teplice (prohra 1:2), když v 86. minutě vystřídal Jana Chramostu. Před jarní částí ročníku 2015/16 odešel na hostování do klubu FK Tachov.

## Reprezentační kariéra
Hradecký působil v českých mládežnických reprezentacích do 16 a 17 let.